# 高132線
高132線 大津－多納，是位於高雄市的一條區道，南起高雄市六龜區大津里大津，北至高雄市茂林區多納里多納，全長15.230公里。

## 路線說明
區道高132線為高雄市的一條區道。為茂林區最重要的道路，茂林區各項建設均沿著本線興建。
2009年八月，莫拉克颱風過境造成八八水災，本區道亦受損嚴重。2013年全線修復完工後正式通行。
| 起點                               |                 |                                         | 終點                                    |
| 六龜區                             | 茂林區          | 茂林區                                  | 茂林區                                  |
| 大津 · （大津橋口，與 台27線交會） | 茂林里 （貫穿） | 萬山 （先後掠過下萬山上緣及上萬山下緣） | 多納里 （於村外終點，村內不繼續計里程） |

## 歷史沿革
| 高132線歷史沿革 | 高132線歷史沿革                      | 高132線歷史沿革                                 |
| 年代            | 本編號沿革                           | 本路線沿革                                      |
| --------------- | ------------------------------------ | ----------------------------------------------- |
| 1961年          | 空號                                 | 未開闢或非公路系統。                            |
| 1976年          | 空號                                 | 編為 高104線，路線名：大津~多納村，長15.800Km。 |
| 1983年          | 改編為 高132線，里程縮減為15.210Km。 | 改編為 高132線，里程縮減為15.210Km。            |

## 沿線地標
- 龍頭山
- 蛇頭山
- 龜形山
- 得樂日嘎大橋
- 多納大橋

## 交會公路
- 台27線（起點）